# Cynoglossum tsaratananense
Cynoglossum tsaratananense är en strävbladig växtart som beskrevs av J.S.Mill.. Cynoglossum tsaratananense ingår i släktet hundtungor, och familjen strävbladiga växter. Inga underarter finns listade i Catalogue of Life.